# Рейнгард, Филипп Христиан
Рейнгард Филипп Христиан (Христиан Егорович) (Reinhard Philipp Christian) (1764—1812) — немецкий и русский учёный и юрист; ординарный профессор философии и естественного права в Московском университете.

## Биография
Родился 2 декабря 1764 года в местечке Шорндорф Вюртембергского королевства в семье пастора и суперинтенданта.
Окончил богословский факультет Тюбингенского университета, был возведён в сан пастора, но занялся педагогической деятельностью — домашний учитель в Вецларе (с 1788). В 1794—1797 жил в Марбурге и Йене, слушал лекции в местных университетах, выпускал учёные труды по философии и истории. Профессор политической и учёной истории Центральной школы в Кёльне (с 1798). Издавал газету, где активно выражал сочувствие преобразованиям образовательной системы в революционной Франции. Брат Рейнгарда — Карл Фридрих — с 1802 на французской службе, занимал пост министра в созданном императором Наполеоном I Вестфальском королевстве, впоследствии граф и пэр Франции.
В 1803 году приехал в Москву и в звании ординарного профессора был определён на кафедру практической философии, истории философии и естественного права Московского университета. Был деканом нравственно-политического факультета (1806—1808 и 1812), членом училищного комитета, а с 1808 года — инспектором университетской гимназии и казённокоштных студентов университета.
Рейнгард обладал репутацией одного из самых сведущих профессоров факультета, а его лекции высоко оценивались слушателями, среди которых были будущие декабристы И. Д. Якушкин, Н. М. Муравьёв, Н. И. Тургенев, П. Я . Чаадаев, А. С. Грибоедов.
В Москве в 1805—1806 годах Рейнгард издавал совместно с Я. И. де Сангленом ежемесячный журнал «Аврора». В России были напечатаны его некоторые сочинения.
Скончался 7 (19) ноября 1812 года от горячки во время эвакуации Московского университета в Нижний Новгород. Вскоре умерла и его жена, оставив четверых малолетних детей. Его старший сын (от первого брака) воспитывался у родственников в Германии, женился на дочери профессора Рейсса и служил при Королевском Вюртембергском дворе в звании уполномоченного министра от Германского союза во Франкфурте; другой сын (от второго брака) стал доктором медицины и служил в Оренбурге; одна из его дочерей была классной дамой в Московском воспитательном доме.
В торжественном собрании университета произнёс речь «О плодах, ожидаемых от основанных в России университетов» (1805).